# Danh sách cầu thủ tham dự giải vô địch bóng đá U-20 Bắc, Trung Mỹ và Caribe 2005
Giải vô địch bóng đá U-20 Bắc, Trung Mỹ và Caribe 2005 là giải thi đấu bóng đá quốc tế gồm 8 quốc gia tranh tài để chọn ra 4 quốc gia tham dự Giải vô địch bóng đá U-20 thế giới 2005.
Mỗi đội đăng ký 18 cầu thủ.

## Bảng A

### Costa Rica
Huấn luyện viên:  Carlos Watson
| Số | Vt | Cầu thủ            | Ngày sinh (tuổi)            | Số trận | Câu lạc bộ         |
| -- | -- | ------------------ | --------------------------- | ------- | ------------------ |
| 1  | TM | Daniel Cambronero  | 8 tháng 1, 1986 (19 tuổi)   |         | Deportivo Saprissa |
| 3  | TĐ | Sebastian Sequeira | 31 tháng 12, 1985 (19 tuổi) |         | Libertad           |
| 4  | TV | Esteban Granados   | 25 tháng 10, 1985 (19 tuổi) |         | Cartagines         |
| 5  | TV | Jose Luis Cordero  | 31 tháng 1, 1987 (17 tuổi)  |         | Deportivo Saprissa |
| 6  | TV | Greivin Arce       | 25 tháng 2, 1985 (19 tuổi)  |         | San Carlos         |
| 7  | TV | Mauricio Mora      | 13 tháng 3, 1985 (19 tuổi)  |         | U.C.R.             |
| 8  | TV | Gherland McDonald  | 6 tháng 9, 1986 (18 tuổi)   |         | Fredrikstad        |
| 10 | TĐ | Windell Gabriel    | 1 tháng 2, 1985 (19 tuổi)   |         | U.C.R.             |
| 12 | HV | Kenny Mitchel      | 6 tháng 9, 1986 (18 tuổi)   |         | Deportivo Saprissa |
| 13 | HV | Jody Steward       | 11 tháng 1, 1985 (20 tuổi)  |         | Fusion Tibas       |
| 14 | HV | Jose Chan          | 7 tháng 8, 1985 (19 tuổi)   |         | Deportivo Saprissa |
| 15 | TĐ | Alonso Salazar     | 21 tháng 5, 1986 (18 tuổi)  |         | Santos             |
| 16 | TĐ | Franklin Chacon    | 18 tháng 6, 1985 (19 tuổi)  |         | CS Herediano       |
| 17 | HV | Cesar Carillo      | 14 tháng 6, 1985 (19 tuổi)  |         | Fusion Tibas       |
| 18 | TM | Keilor Navas       | 15 tháng 12, 1986 (18 tuổi) |         | Deportivo Saprissa |
| 19 | HV | Roberto Mudarra    | 14 tháng 6, 1985 (19 tuổi)  |         | Unattached         |
| 20 | TV | Jose Garro         | 7 tháng 6, 1986 (18 tuổi)   |         | Fredrikstad        |
| 21 | TĐ | Kenny Cunningham   | 7 tháng 6, 1985 (19 tuổi)   |         | LD Alajuelense     |

### Panama
Huấn luyện viên:  Victor René Mendieta
| Số | Vt | Cầu thủ          | Ngày sinh (tuổi)            | Số trận | Câu lạc bộ         |
| -- | -- | ---------------- | --------------------------- | ------- | ------------------ |
| 1  | TM | José Calderón    | 14 tháng 8, 1989 (15 tuổi)  |         | Chepo FC           |
| 2  | HV | Tomas Dunn       | 14 tháng 8, 1985 (19 tuổi)  |         | Unspecified        |
| 3  | HV | Armando Gun      | 17 tháng 1, 1986 (18 tuổi)  |         | Chepo FC           |
| 4  | HV | Román Torres     | 20 tháng 3, 1986 (18 tuổi)  |         | Unspecified        |
| 5  | HV | Jose Venegas     | 20 tháng 2, 1989 (15 tuổi)  |         | Unspecified        |
| 6  | TV | Celso Polo       | 19 tháng 3, 1987 (17 tuổi)  |         | Unspecified        |
| 7  | TV | Reggie Arosemena | 9 tháng 9, 1986 (18 tuổi)   |         | Unspecified        |
| 8  | TĐ | Cristian Vega    | 2 tháng 4, 1985 (19 tuổi)   |         | Tauro FC           |
| 9  | TĐ | Edwin Aguilar    | 7 tháng 8, 1989 (15 tuổi)   |         | San Francisco FC   |
| 10 | TV | Miguel Castillo  | 8 tháng 11, 1986 (18 tuổi)  |         | Unspecified        |
| 11 | TĐ | David Arrue      | 11 tháng 4, 1985 (19 tuổi)  |         | Unspecified        |
| 12 | TM | Leopoldo Perez   | 6 tháng 3, 1986 (18 tuổi)   |         | Unspecified        |
| 13 | HV | Raul Loo         | 25 tháng 6, 1986 (18 tuổi)  |         | Unspecified        |
| 14 | TV | Eduardo Ponce    | 29 tháng 11, 1985 (19 tuổi) |         | Unspecified        |
| 15 | TV | Hanamel Hill     | 12 tháng 3, 1986 (18 tuổi)  |         | C.A. Independiente |
| 16 | HV | Luis Gallardo    | 27 tháng 6, 1986 (18 tuổi)  |         | Unspecified        |
| 17 | TĐ | Alvaro Salazar   | 27 tháng 11, 1985 (19 tuổi) |         | Unspecified        |
| 18 | TV | Ricardo Buitrago | 10 tháng 3, 1986 (18 tuổi)  |         | Unspecified        |

### Trinidad và Tobago
Huấn luyện viên:  Anton Corneal
| Số | Vt | Cầu thủ             | Ngày sinh (tuổi)            | Số trận | Câu lạc bộ                          |
| -- | -- | ------------------- | --------------------------- | ------- | ----------------------------------- |
| 1  | TM | Hasely Holder       | 4 tháng 4, 1986 (18 tuổi)   |         | San Juan Jabloteh                   |
| 2  | TV | Carl Smith          | 18 tháng 1, 1986 (18 tuổi)  |         | Univ. of South Florida              |
| 3  | HV | Radhanfah Abu Bakr  | 12 tháng 2, 1987 (17 tuổi)  |         | Arima/Morvant Fire                  |
| 4  | HV | Marcelle François   | 13 tháng 9, 1986 (18 tuổi)  |         | San Juan Jabloteh                   |
| 5  | HV | Karlon Murray       | 6 tháng 4, 1985 (19 tuổi)   |         | San Juan Jabloteh                   |
| 6  | HV | Makan Hislop        | 3 tháng 9, 1985 (19 tuổi)   |         | Univ. of South Carolina             |
| 7  | TĐ | Shane Calderon      | 19 tháng 1, 1986 (18 tuổi)  |         | W Connection                        |
| 8  | TV | Devon Maxwell       | 29 tháng 1, 1986 (18 tuổi)  |         | St. Augustine SNR School            |
| 9  | HV | Kendall Jagdeosingh | 30 tháng 5, 1986 (18 tuổi)  |         | North East Stars                    |
| 10 | TĐ | Christopher Sam     | 7 tháng 8, 1985 (19 tuổi)   |         | San Juan Jabloteh                   |
| 11 | HV | Aklie Edwards       | 17 tháng 6, 1985 (19 tuổi)  |         | South West Drillers                 |
| 12 | TV | Kezi Lara           | 16 tháng 10, 1985 (19 tuổi) |         | Southwest Stars                     |
| 13 | TV | Hayden Tinto        | 31 tháng 8, 1985 (19 tuổi)  |         | Malick SNR. School                  |
| 15 | TV | Atulla Guerra       | 14 tháng 11, 1987 (17 tuổi) |         | Mucurapo SNR. School                |
| 16 | TV | Keon Daniel         | 16 tháng 1, 1987 (17 tuổi)  |         | St. Clair Huấn luyện viêning School |
| 18 | TĐ | Kevin Crooks        | 17 tháng 10, 1985 (19 tuổi) |         | Young Harris College                |
| 19 | TĐ | Abiola Sandy        | 17 tháng 1, 1985 (19 tuổi)  |         | Bowling Green Univ.                 |
| 21 | TM | Andre Charles       | 28 tháng 5, 1986 (18 tuổi)  |         | Unattached                          |

### Hoa Kỳ
Huấn luyện viên:  Sigi Schmid
| Số | Vt | Cầu thủ          | Ngày sinh (tuổi)            | Số trận | Câu lạc bộ               |
| -- | -- | ---------------- | --------------------------- | ------- | ------------------------ |
| 1  | TM | Quentin Westberg | 25 tháng 4, 1986 (18 tuổi)  |         | Troyes                   |
| 2  | HV | Hunter Freeman   | 8 tháng 1, 1985 (20 tuổi)   |         | Virginia                 |
| 3  | HV | Marvell Wynne    | 8 tháng 5, 1986 (18 tuổi)   |         | UCLA                     |
| 4  | HV | Pat Phelan       | 16 tháng 1, 1985 (19 tuổi)  |         | Wake Forest University   |
| 5  | TV | Patrick Ianni    | 15 tháng 4, 1985 (19 tuổi)  |         | UCLA                     |
| 6  | HV | Greg Dalby       | 3 tháng 11, 1985 (19 tuổi)  |         | University of Notre Dame |
| 7  | TV | Sacha Kljestan   | 9 tháng 9, 1985 (19 tuổi)   |         | Seton Hall University    |
| 8  | TV | Benny Feilhaber  | 19 tháng 1, 1985 (19 tuổi)  |         | UCLA                     |
| 9  | TĐ | Tchad Barrett    | 30 tháng 4, 1985 (19 tuổi)  |         | UCLA                     |
| 10 | TV | Arturo Alvarez   | 28 tháng 6, 1985 (19 tuổi)  |         | San Jose Earthquakes     |
| 11 | TĐ | Freddy Adu       | 2 tháng 6, 1989 (15 tuổi)   |         | D.C. United              |
| 12 | TĐ | Will John        | 13 tháng 6, 1985 (19 tuổi)  |         | Saint Louis University   |
| 13 | TĐ | Jacob Peterson   | 27 tháng 1, 1986 (18 tuổi)  |         | Ấn Độna University       |
| 14 | TĐ | Charlie Davies   | 25 tháng 6, 1986 (18 tuổi)  |         | Boston College           |
| 15 | TV | Eddie Gaven      | 25 tháng 10, 1986 (18 tuổi) |         | MetroStars               |
| 16 | HV | Tim Ward         | 28 tháng 2, 1987 (17 tuổi)  |         | MetroStars               |
| 17 | TV | Danny Szetela    | 17 tháng 6, 1987 (17 tuổi)  |         | Columbus Crew            |
| 18 | TM | Andrew Kartunen  | 7 tháng 2, 1985 (19 tuổi)   |         | Stanford University      |

## Bảng B

### Canada
Huấn luyện viên:  Dale Mitchell
| Số | Vt | Cầu thủ              | Ngày sinh (tuổi)            | Số trận | Câu lạc bộ                 |
| -- | -- | -------------------- | --------------------------- | ------- | -------------------------- |
| 1  | TM | Joshua Wagenaar      | 26 tháng 2, 1985 (19 tuổi)  |         | Hartwick College           |
| 2  | TV | Vince Stewart        | 21 tháng 1, 1986 (18 tuổi)  |         | Simon Fraser Univ.         |
| 3  | TV | Nikolas Ledgerwood   | 16 tháng 1, 1985 (19 tuổi)  |         | 1860 Munich                |
| 4  | HV | André Hainault       | 17 tháng 6, 1986 (18 tuổi)  |         | Montreal Impact            |
| 5  | HV | Simon Kassaye        | 19 tháng 5, 1985 (19 tuổi)  |         | Unattached                 |
| 6  | TV | Carlo Schiavoni      | 19 tháng 8, 1985 (19 tuổi)  |         | Unattached                 |
| 7  | TV | Jaime Peters         | 4 tháng 5, 1987 (17 tuổi)   |         | Unattached                 |
| 8  | TV | Tyler Rosenlund      | 13 tháng 9, 1986 (18 tuổi)  |         | U. California-San. Barbara |
| 9  | TV | Ryan Gyaki           | 6 tháng 12, 1985 (19 tuổi)  |         | Sheffield United           |
| 10 | TĐ | Will Johnson         | 21 tháng 1, 1987 (17 tuổi)  |         | Chicago Fire               |
| 11 | TV | Marcel De Jong       | 15 tháng 10, 1986 (18 tuổi) |         | Helmond Sport              |
| 12 | TĐ | Riley O'Neill        | 9 tháng 9, 1985 (19 tuổi)   |         | Univ. of Kentucky          |
| 13 | TĐ | Mike D'Agostino      | 7 tháng 1, 1987 (18 tuổi)   |         | Univ. of Kentucky          |
| 14 | TĐ | Cameron Wilson       | 21 tháng 8, 1986 (18 tuổi)  |         | Bristol City               |
| 15 | HV | Brad Peetoom         | 2 tháng 3, 1986 (18 tuổi)   |         | Abbotsford                 |
| 16 | HV | Graham Ramalho       | 12 tháng 1, 1986 (19 tuổi)  |         | Groningen                  |
| 17 | TĐ | Julian Paolo Uccello | 30 tháng 10, 1986 (18 tuổi) |         | Savona                     |
| 22 | TM | Asmir Begović        | 20 tháng 6, 1987 (17 tuổi)  |         | Portsmouth                 |

### Honduras
Huấn luyện viên:  Rubén Guifarro
| Số | Vt | Cầu thủ               | Ngày sinh (tuổi)            | Số trận | Câu lạc bộ       |
| -- | -- | --------------------- | --------------------------- | ------- | ---------------- |
| 1  | TM | Fernando Botto        | 15 tháng 2, 1985 (19 tuổi)  |         | Villanueva       |
| 2  | HV | Maynor Martinez       | 8 tháng 4, 1985 (19 tuổi)   |         | Real C.D. España |
| 4  | HV | Aron Bardales         | 3 tháng 12, 1985 (19 tuổi)  |         | CD Olímpia       |
| 5  | HV | Erick Norales         | 11 tháng 2, 1985 (19 tuổi)  |         | CSD Vida         |
| 6  | HV | Rene Moncada          | 1 tháng 6, 1985 (19 tuổi)   |         | CD Olímpia       |
| 7  | HV | Luis Ramos            | 11 tháng 4, 1985 (19 tuổi)  |         | C.D. Marathón    |
| 8  | TV | Fayron Barahona       | 8 tháng 9, 1986 (18 tuổi)   |         | Real C.D. España |
| 9  | TĐ | Dionico Mejia         | 21 tháng 3, 1985 (19 tuổi)  |         | C.D. Motagua     |
| 10 | TV | Julian Rapalo         | 7 tháng 8, 1986 (18 tuổi)   |         | Villanueva       |
| 12 | TV | Jorge Claros          | 8 tháng 1, 1986 (19 tuổi)   |         | CSD Vida         |
| 13 | TV | Cruz Fernando Avila   | 8 tháng 8, 1988 (16 tuổi)   |         | CD Platense      |
| 16 | TV | Kiarol Arzu           | 3 tháng 3, 1985 (19 tuổi)   |         | CD Platense      |
| 17 | HV | Emilio Izaguirre      | 10 tháng 5, 1986 (18 tuổi)  |         | C.D. Motagua     |
| 18 | TĐ | Angel Enrique Nolasco | 2 tháng 11, 1986 (18 tuổi)  |         | CD Platense      |
| 19 | TĐ | Nestor Reyes          | 19 tháng 8, 1985 (19 tuổi)  |         | CD Victoria      |
| 20 | TV | Hendry Thomas         | 23 tháng 2, 1985 (19 tuổi)  |         | CD Olímpia       |
| 21 | TĐ | Ramon Nuñez           | 14 tháng 11, 1985 (19 tuổi) |         | FC Dallas        |
| 22 | TM | Miguel Angel Orellana | 1 tháng 4, 1986 (18 tuổi)   |         | CD Olímpia       |

### Jamaica
Huấn luyện viên:  Wendell Downswell
| Số | Vt | Cầu thủ            | Ngày sinh (tuổi)            | Số trận | Câu lạc bộ             |
| -- | -- | ------------------ | --------------------------- | ------- | ---------------------- |
| 1  | TM | Ryan Thompson      | 7 tháng 1, 1985 (20 tuổi)   |         | Harbour View FC        |
| 3  | HV | Kemar Munroe       | 19 tháng 3, 1986 (18 tuổi)  |         | Arlington FC           |
| 4  | HV | Rodolph Austin     | 1 tháng 6, 1985 (19 tuổi)   |         | Portmore United        |
| 6  | HV | Keneil Moodie      | 29 tháng 7, 1986 (18 tuổi)  |         | Seba United            |
| 7  | TV | Mario Harrison     | 16 tháng 5, 1985 (19 tuổi)  |         | Reno FC                |
| 8  | TĐ | Steven Morrissey   | 25 tháng 7, 1986 (18 tuổi)  |         | Portmore United        |
| 9  | TĐ | Luton Shelton      | 11 tháng 11, 1985 (19 tuổi) |         | Harbour View FC        |
| 10 | TĐ | Richard West       | 19 tháng 7, 1985 (19 tuổi)  |         | Waterhouse FC          |
| 11 | TV | Akeem Priestley    | 13 tháng 4, 1985 (19 tuổi)  |         | Harbour View FC        |
| 12 | TV | Jermain Hollis     | 7 tháng 10, 1986 (18 tuổi)  |         | Kidderminster Harriers |
| 13 | TM | Ralston Robinson   | 25 tháng 8, 1985 (19 tuổi)  |         | Constant Spring        |
| 14 | HV | Adrian Reid        | 10 tháng 3, 1985 (19 tuổi)  |         | Waterhouse FC          |
| 15 | TĐ | Horace Howell      | 16 tháng 8, 1985 (19 tuổi)  |         | Tivoli Gardens FC      |
| 16 | TV | Sean Giveans       | 10 tháng 2, 1986 (18 tuổi)  |         | Arnett Gardens FC      |
| 17 | TV | O'Brian White      | 14 tháng 12, 1985 (19 tuổi) |         | Unattached             |
| 19 | HV | Jermaine Taylor    | 14 tháng 1, 1985 (19 tuổi)  |         | Harbour View FC        |
| 20 | TV | Nicholay Finlayson | 19 tháng 12, 1985 (19 tuổi) |         | Reno FC                |
| 31 | HV | Kieron Bernard     | 2 tháng 8, 1985 (19 tuổi)   |         | Portmore United        |

### México
Huấn luyện viên:  Humberto Grondona
| Số | Vt | Cầu thủ             | Ngày sinh (tuổi)           | Số trận | Câu lạc bộ                |
| -- | -- | ------------------- | -------------------------- | ------- | ------------------------- |
| 1  | TM | Francisco Ochoa     | 13 tháng 7, 1985 (19 tuổi) |         | Club América              |
| 2  | HV | David Cavazos       | 7 tháng 10, 1986 (18 tuổi) |         | Tigres UANL               |
| 3  | TV | Julio Cesar Ceja    | 2 tháng 6, 1986 (18 tuổi)  |         | Cruz Azul                 |
| 4  | TĐ | Santiago Fernandez  | 7 tháng 3, 1985 (19 tuổi)  |         | Club América              |
| 5  | HV | Willy Guerrero      | 31 tháng 3, 1985 (19 tuổi) |         | C.F. Pachuca              |
| 6  | HV | Luis Omar Hernandez | 8 tháng 11, 1985 (19 tuổi) |         | Delfines de Coatzacoalcos |
| 7  | TV | Diego Jiménez       | 7 tháng 4, 1986 (18 tuổi)  |         | U.A.G.                    |
| 8  | TV | Luis Angel Landin   | 23 tháng 7, 1985 (19 tuổi) |         | C.F. Pachuca              |
| 9  | TV | Emilio Lopez        | 10 tháng 5, 1986 (18 tuổi) |         | CD Guadalajara            |
| 10 | TV | Manuel Mariaca      | 4 tháng 1, 1986 (19 tuổi)  |         | Cruz Azul                 |
| 11 | TV | Jonathan Prado      | 19 tháng 6, 1985 (19 tuổi) |         | Tigres UANL               |
| 12 | TM | Jose Alamo          | 18 tháng 8, 1986 (18 tuổi) |         | CID Necaxa                |
| 13 | TĐ | Marco Parra         | 22 tháng 1, 1985 (19 tuổi) |         | CD Guadalajara            |
| 14 | TV | Alberto Ramirez     | 1 tháng 2, 1986 (18 tuổi)  |         | C.F. Pachuca              |
| 15 | HV | Luis Enrigue Robles | 22 tháng 2, 1986 (18 tuổi) |         | Atlas CF                  |
| 16 | TV | Carlos Rodriguez    | 16 tháng 4, 1985 (19 tuổi) |         | C.F. Pachuca              |
| 17 | TV | Efrian Velarde      | 18 tháng 4, 1986 (18 tuổi) |         | Pumas UNAM                |
| 18 | HV | Marcos Urbina       | 15 tháng 4, 1985 (19 tuổi) |         | CA Monarcas Morelia       |